# オレゴン州の音楽

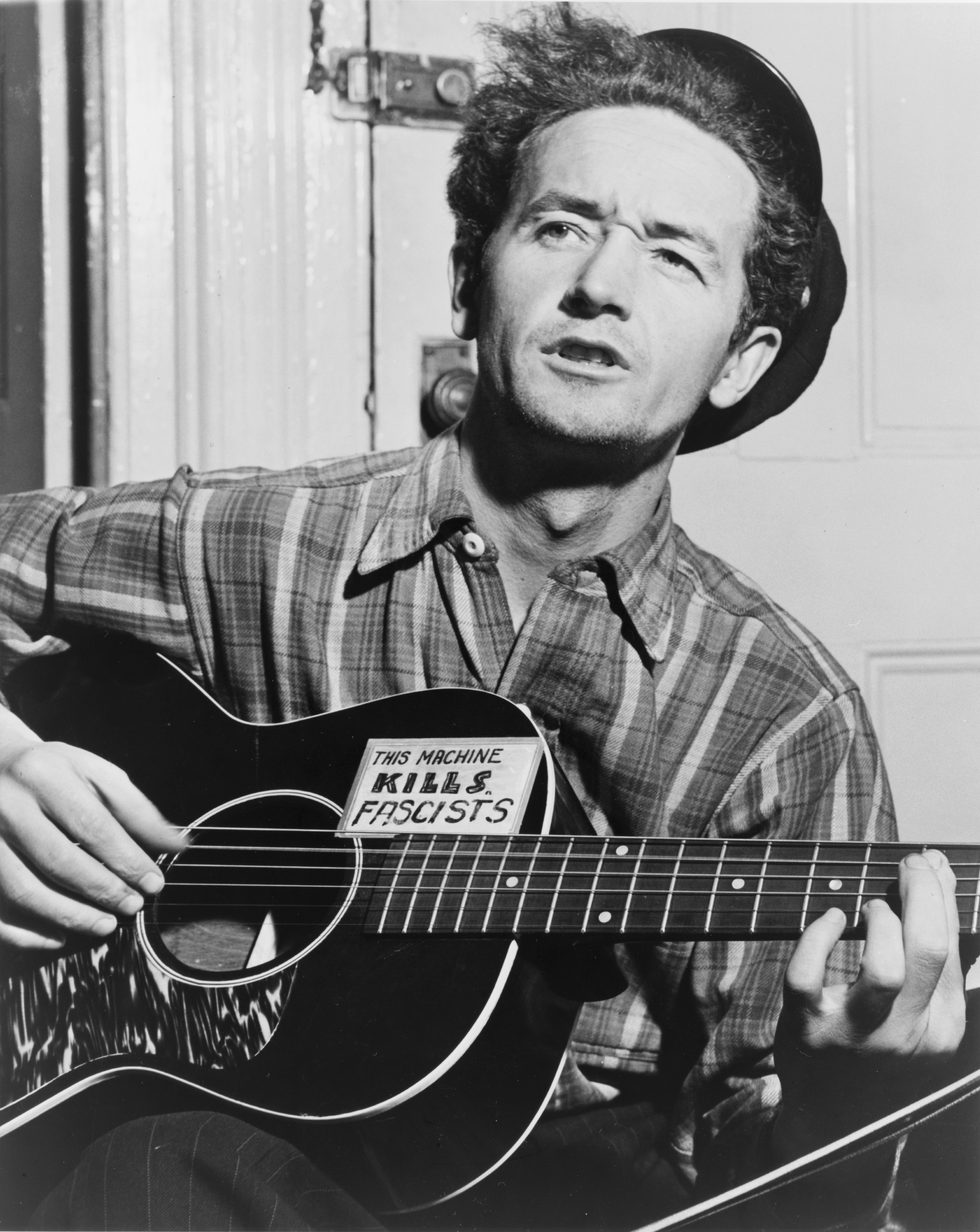
ウッディ・ガスリーは、ボンネビル電力事業団の委嘱の下、太平洋岸北西部をテーマにした作品を数点残した。

オレゴン州の音楽は、アメリカ合衆国の特徴である多様性を反映し、色彩豊かな文化を形成している。具体的には、アメリカ先住民の伝統音楽に始まり、ロックンロール、カントリー・ミュージック、リズム・アンド・ブルース。ジャズ、ポップ、電子音楽、ヒップホップといった現代的な音楽ジャンルまで多岐に渡る。ただし、オレゴン州の音楽はその全時代に渡り、アメリカ音楽史の主流から幾分孤立して発展してきた。現代のアメリカのポピュラー音楽は、19世紀後半に出現したアフリカ系アメリカ人のブルース、および1920年代に発展したゴスペルを起源としており、その上でヨーロッパ流の音楽的要素とアメリカ土着の音楽的要素を借用することで、新しい音楽スタイルを作り出してきた。オレゴン州は全米平均に比べてヨーロッパ系白人比率が高く、人種的多様性に乏しい側面があったことから、必然的にアメリカ音楽の歴史において重要な役割を担うことはなかった。
オレゴン州がアメリカ・ポピュラー音楽に対し影響力を持つようになったのは1960年代に入ってからである。当時、ザ・キングスメンとポール・リヴィア&ザ・レイダーズの登場により、オレゴンがフラット・ロックとガレージ・ロックの一拠点として台頭するようになった。これを出発点に、ロバート・クレイ・バンドやカーティス・サルガドが率いるブルース・ロックの潮流が形成したほか、太平洋岸北西部を中心にハードコア・パンク文化が隆盛した。その後の20年の間に、パンク・ロックはグランジ、ライオット・ガール、オルタナティヴ・ロックに形を変え、ついにはインディー・ロックに変容した。近年、インディーズ音楽はポートランドを中心に著しく発展し、全米に対して影響力を持つようになった。ポートランドはヒップスターの集まるメッカとして、ザ・ディセンバリスツ、ゴシップ、ザ・ダンディ・ウォーホルズ、M・ウォード、今は亡きエリオット・スミスなど多くのミュージシャンを輩出した。ポートランドを代表するインディー・バンドのフローターは、17年以上に渡りメジャー・レーベルとの契約をしていないにもかかわらず、2009年にはポートランドのベスト・バンドに選出されているほか、クリスタル・ボールルームやアラディン・シアターといった主要会場において大入り満員となる公演を繰り返し行っている。その他、ポートランドに活動拠点を移したミュージシャンとして、モデスト・マウス（ワシントン州シアトル出身）、スリーター・キニー（ワシントン州オリンピア出身）、シンズ（ニューメキシコ州アルバカーキ出身）、スプーン（テキサス州オースティン出身）、ペイヴメントの元リーダーだったスティーヴン・マルクマス（カリフォルニア州ストックトン出身）らが代表的である。
オレゴン州には農村部と都市部が織り交ざった独特のダイナミクスがあり、これがブルーグラス、フォーク、オルタナティヴ・カントリーといった音楽ジャンルの地域的発展に影響した。ジャム・バンドの州内におけるプレゼンスは大きく、オレゴン州博覧会でのグレイトフル・デッドの公演を端緒として屋外の音楽祭は今日まで人気が続いている。ポートランドのウォーターフロント・ブルース・フェスティバルは全米で2番目に大きなブルース・フェスティバルとして知られる。文化的な催しも多く、オレゴン・バッハ・フェスティバル、オレゴン・アメリカ音楽祭、オレゴン交響楽団、マウント・フッド・ジャズ・フェスティバルなど数多くが開催されている。

## ポートランド
ザ・キングスメン（The Kingsmen）といえば1960年代ロックの古典「ルイ・ルイ」で有名だが、彼らはもともとポートランドの出自である。ポール・リヴィア&レイダース（Paul Revere & the Raiders）はアイダホからポートランドに拠点を移した後、人気を博した。
シーフード・ママ（Seafood Mama）はリンディ・ロスを歌手とする1970年代のジャズバンドである。同バンドは地元ポートランドで全国的成功を目指す多くのフォロワーを集め、その中にはクォーターフラッシュ（Quarterflash）といった大物バンドも生まれた。一方でシーフード・ママは、1枚目のアルバムを発表した後、大きな成功を残せずに終わった。
他に全国的成功を収めたポートランドのバンドに、ニューシューズ（Nu Shooz）がいる。

### パンク・ロック
ポートランドでは1980年代にハードコア・パンクが隆盛し、太平洋岸北西部地域ではシアトル、バンクーバーと並び称される存在となった。ワイパーズとポイズン・アイディアは、このジャンルにおける代表的なバンドである。特にワイパーズはグランジの影響が強く見られる。これらのバンドは、ザ・メット（現在はダンテズ）やザ・サティリコンといったクラブで演奏し、カルト・コメディアンのビル・ヒックスとも親交があった。1980年代に活動したハードコア・バンドでは、ポイズン・アイディア、ワイパーズの他、ロックジョー、ファイナル・ワーニング、ザ・ラッツなどが知られる。ホールのリードボーカルであるコートニー・ラブはポートランドで育ち、当時のポートランドのパンク・シーンで活動していた。ラブがニルヴァーナのカート・コバーンと最初に知り合ったのは、1989年のサティリコン・クラブであった。
1990年代になると、ディファイアンス、バグスカル、ディテステーション、トラジェディといったバンドが台頭する。2000年代初頭にはエクスプローディング・ハーツが、カルトの古典として名声を博すが、その端緒はデッド・ムーンと呼ばれる1990年代初頭に結成しガレージ＝カントリー・パンクでカルトを育てたバンドであった。

### ブルーグラス、オールドタイム
ポートランドは、ブルーグラスやオールドタイムと呼ばれるジャンルの音楽も栄えた。ポートランドを代表するバンドに、フォグホーン・ストリングバンド、ジャックストロー、ザ・ウォーター・タワー・バケット・ボーイズらがいる。現在ポートランドに住むバンジョー弾きのトニー・ファータド、バイオリン弾きのダロル・アンガーの両名は、いずれも伝統的なブルーグラス・ミュージックを昇華させ、プログレッシブ・ブルーグラスやジャズといったジャンルに発展させた。ポートランド・オールドタイム・ミュージック・ギャザリングというイベントが毎年1月中旬に開催され、北西部出身の多くのミュージシャンが集まり、即興演奏、スクウェアダンスなどが披露される。このイベントは、州内の他の場所のオールドタイム系のイベントで見られるよりも、より多様な観客を集め続けている。

### ワールド、ワールド・フュージョン
ポートランドでは、ワールドミュージックやフォークダンスも重要なジャンルとなっており、代表的なグループとしてアル・アンダルス・アンサンブルが知られる。中央アフリカの音楽も、オボ・アディ（ガーナ）、ジュジュバ（ナイジェリアン・アフロビート）、ボカ・マリンバ（ジンバブエ）といったグループやアーティストによって表現されている。東ヨーロッパ、中東の音楽としては、バガボンド・オペラ、カファナ・クラブ、クレブシック・オーケスター&バルカン・フュージョン・プロジェクト、アンダースコア・オーケストラ、バルカン・アンド・ビヨンド、ザ・モーラ、3レグ・トーソ、チェルボナなどが代表的である。

### インディー・ミュージック
近年、ポートランド出身のインディー・ミュージック系のバンドの多くが、パーティサン・レコーズ、ニッティング・ファクトリー・レコーズといったプロモーターとレコーディング契約を組む事例が多くなってきており、国内ツアーが続々と行われるようになってきている。このような例に、ホーリー・サンズのエミル・アモス、サリー・フォード・アンド・ザ・サウンド・アウトサイド、エイジズアンドエイジズ、アッシュ・ブラック・バッファロー、ドロリアンなどがいる。

### その他のポートランドのミュージシャン
| - ア・ウェザー（A Weather） - アガロク（Agalloch） - デイブ・アレン（Dave Allen） - ポスト・パンク・バンド「ギャング・オブ・フォー」の元ベーシスト、「シュリークバック」の元メンバー - アレックス・アロースミス（Alex Arrowsmith） - アル＝アンダルス・アンサンブル（Tarik & Julia Banzi） - ブラインド・パイロット（Blind Pilot） - ブリッツェン・トラッパー（Blitzen Trapper） - デイブ・カーター・アンド・トレーシー・グラマー（Dave Carter and Tracy Grammer） - ポートランドを拠点とするフォークデュオ - クレイジー・エイツ（Crazy 8s） - アレラ・ダイアン（Alela Diane） - ザ・ダイムズ（The Dimes） - ダーティー・マルティーニ（Dirty Martini） - リー・ドーシー（Lee Dorsey）- ニューオリンズに生まれ、アラン・トゥーサンのプロデュースを受けたためニューオリンズのソウルシンガーとして認知されているが、一生の前半をポートランドで過ごした。 - デュアレスク（Dualesc） - エバークリア（Everclear） - ジョッシュ・ギャレルズ（Josh Garrels） - グラス・キャンディ（Glass Candy） - グレイルズ（Grails） - グルーパー（Grouper） - ヘイゼル（Hazel）- ピート・クレブス（Pete Krebs）を含む。 - ヘイオ・シーケンス（Helio Sequence） - ヒルストンプ（Hillstomp） - ホッケー（Hockey） - ホース・フェザーズ（Horse Feathers） - イット・プリベイルズ（It Prevails） - ゲリー・ジャーマン（en:Gary Jarman） - ザ・クリブス（The Cribs）のメンバー - ザ・ジョガーズ（The Joggers） - マイルズ・クロスキー（Miles Kurosky） - サンフランシスコのバンド、ビューラ（Beulah）の元メンバー - カットレス（Kutless） - ストーム・ラージ（Storm Large） - 歌手。「ロック・スター・スーパーノヴァ」のコンテスタント。現在はピンク・マルティーニのゲストヴォーカリスト。 - ライスサヴァス（Lifesavas） - コートニー・ラブ（Courtney Love） - スティーブ・マルクマス（Steve Malkmus） - ジョニー・マー（Johnny Marr） - ザ・スミス（The Smiths）、ザ・クリブズ（The Cribs）のメンバー - スコット・マッコイ（Scott McCaughey） - シアトルのバンド、ザ・ヤング・フレッシュ・フェローズ（The Young Fresh Fellows）、ザ・マイナス5（The Minus 5）のリーダー。 - MDC（MDC） - ミリオンズ・オブ・デッド・コップス（Millions of Dead Cops）とも。テキサス州オースティンで結成。 - メノメナ（Menomena） - ザ・マインダーズ（The Minders） - ナパーム・ビーチ（Napalm Beach） - ピンク・マルティーニ（Pink Martini） - ポルトガル・ザ・マン（Portugal. The Man） - ザ・プリッズ（The Prids） - ザ・パンク・グループ（The Punk Group） - クオーターフラッシュ（Quarterflash） - クアジ（Quasi） - インディー・ロック・バンド - レッド・ファング（Red Fang） - ダン・リード・ネットワーク（Dan Reed Network） - カーティス・サルガド（Curtis Salgado） - ジョン・ベルーシ（John Belushi）はユージーンで彼と出会ったことから、ブルース音楽に関心を抱き、後の「ハウス・オブ・ブルース」に繋がった。 - サンズ・オブ・デイ（Sons of Day） - スターファッカー（Starfucker） - スターズ・オブ・トラック・アンド・フィールド（Stars of Track and Field） - タイラー・ステンソン（Tyler Stenson） - ソード（Swords） - ザ・ソーズ・プロジェクト（The Swords Project）とも。 - トークデモニック（Talkdemonic） - ザ・タックスペイヤーズ（The Taxpayers） - ザ・サーマルズ（The Thermals） - ジ・アップサイドダウン（The Upsidedown） - ローラ・ヴィーアズ（Laura Veirs） - ヴィヴァ・ヴォース（Viva Voce） - アラバマ州マッスルショールズで結成。 - クリストファー・ウォーラ（Christopher Walla） - デス・キャブ・フォー・キューティー（Death Cab for Cutie）のギタリスト、プロデューサー。 - ウェット・コンフェッティ（Wet Confetti） - ウィップ（Whip） - ワイルド・ドッグズ（Wild Dogs） - ジャーニー（Journey）のドラマー、ディーン・カストロノーヴォ（Deen Castronovo）をフィーチャー。 - ヨット（Yacht） - イエロー・スワンズ（Yellow Swans） - ヨブ（Yob） |

### 歌曲
- "Back to Oregon" (2007年) - ブロードウェイ・コールズ
- "California One Youth and Beauty Brigade" (2002年) - ザ・ディセンバリスツ。マルトノマ郡立図書館への参照あり。
- "Eugene, Oregon" (2009年) - ドリー・パートン
- "Everyone Knows Everyone" (2004年) - ザ・ヘロー・シーケンス。ミュージックビデオにポートランド各地が登場する。
- "Louie Louie" (1963年) - ザ・キングスマン版とポール・リビア＆ザ・レイダーズ版がある。
- "Hot Time" (1987年) - ポイズン・アイディア。オールドタウンへの参照あり。
- "I Will Buy You A New Life" (1997年) - エバークリア。ウェストヒルズへの言及がある。
- "Light-Rail Coyote" (2002年) - スリーター・キニー。ポートランドとその住民について。曲名は2002年にMAXの線路を横切ったコヨーテから[11][12]。
- "On The Bus Mall" (2005年) - ザ・ディセンバリスツ。ポートランドのダウンタウンが多く登場する。曲名はポートランド・トランジット・モールを指す。
- "Paul's Song" (2005年) - M・ウォード。"every town is all the same/when you've left your heart in the Portland rain."という歌詞が登場する。
- "Portland, Oregon" (2004年) - ロレッタ・リンと、ホワイト・ストライプスのジャック・ホワイト
- "Portland Rain" (2006年) - エバークリア
- "Portland Town to Klamath" (1941年) - ウッディ・ガスリー

## ユージーン
ユージーンは、ティム・ハーディン、ダン・シーゲル、リチャード・スミス、ロブ・トーマスといった多くの有名なミュージシャンが幼少期を過ごした街である。1990年代の初め、ユージーンは現地の音楽界は興隆を迎えていたが、このことは逆に「外部の音楽界」に対する関心の欠如につながったため、多くの現地のミュージシャンに不満を与える種となっていた（ユージーンの音楽界は2000年代初頭になると徐々に衰退した）。1990年代のユージーンの音楽界は、市内のバーや、アナーキスト系の喫茶店、Icky's Teahouseと呼ばれる喫茶店、ナイトベースメントショーなどで活動が行われていた。市内の一部の家屋は事実上のコンサートハウスとして用いられ、北西部ツアーを行うインディペンデント系のバンドが立ち寄るほどの知名度を有していた。Icky's Teahouseにも多くのバンドが立ち寄り、その中にはジョーブレイカー、グリーンデイ、AFI、ディファイアンス、UKサブス、ムキルテオ・フェアリーズ（今日では「･･･アンド・ユー・ウィル・ノウ・アス・バイ・ザ・トレイル・オブ・デッド」として知られる）、F.Y.Pらがいた。より主流なコンサート会場としては、W.O.W.ホール、アーブ・ボールルーム、ハルト舞台芸術センター、カスバート・アンフィシアター、ザ・シェッド、サム・ボンズ・ガレージ、ビーオール・コンサート・ホール、マクドナルド・シアターが用いられた。

### ユージーンのバンド
ホワイト・リベラルズは、1981年にマイケル・ビリングズが結成したバンドである。サイコ・ファンク系のバンドであったホワイト・リベラルズは、『キャット・ビヘイビア』をソリッド・シティズンズ・レコーズに、トライアド・スタジオズにて録音した。また、オレゴン大学ボールルーム、WOWホール、キャンベル・クラブにて演奏を行った。マイケル・ビリングズは、チェリー・ポッピン・ダディーズのスティーブ・ペリーを指導し、ある夜、ホワイト・リベラルズと共演させる形で音楽デビューを飾らせた。後にキング・クリムゾンに参加したトレイ・ガンは、一時期ホワイト・リベラルズとギターを共演していた（ブレント・ボスワースがその後を継いだ）。
1984年結成のサーフ・トリオは、ユージーンに拠点を置くパンク・サーフ系のバンドだった。結成メンバーは、ロン・クライム（ギター、ボーカル）、ピート・ワインバーガー（ギター・ボーカル）、デイブ・マイヤーズ（ベース）、アーロン・テンプル（ドラムス）だった。
スカ・スイング・ファンク系のバンドであるチェリー・ポッピン・ダディーズ（以下、「ダディーズ」）は、ユージーンのサイケデリック・バンド「セイント・ハック」の灰燼から1989年に結成された。1990年代初頭に北西部を中心に多くのファロワーを集めたが、逆に広く知れ渡ったことから、ダディーズを性差別的や猥纐などと受け止める運動家によって激しい批判も受けた。1990年代後半には、スカやスイングのリバイバル運動における主流派として名声を高めた。現在でもユージーンを拠点として活動を続けており、その一環のサイドプロジェクトとしてグラムパンク・バンド「ホワイト・ホット・オデッセイ」やピアノロック・トリオ「ザ・ビジブル・メン」の活動も行っている。
フローターは、1993年に結成されたバンドで、当初はガレージ・パーティーやオレゴン大学で活動を行っていた。現在はポートランドを拠点としている。8枚のスタジオアルバムと、3枚のライブ・アルバムをインディー系レーベル「エレメンタル・レコーズ」から発表している。1995年には、ファースト・アルバム『Sink』が高評価を受け、NARASからグラミー賞ベスト・ロック・パフォーマンス部門の暫定レベルにノミネートされた。1996年には、セカンド・アルバム『Glyph』により同賞のノミネートを受けた。

### その他のユージーンのミュージシャン
- ロバート・クレイ（Robert Cray） - ギタリスト、歌手
- ティム・ハーディン（Tim Hardin） - シンガーソングライター
- ビル・ハークルロード（Bill Harkleroad） - キャプテン・ビーフハートでギターを弾いていた頃は、ズート・ホーン・ロロ（Zoot Horn Rollo）と名乗っていた。
- トム・イントンディ（Tom Intondi） - フォーク歌手。晩年をユージーンで過ごした。
- ケリー・キーギー（Kelly Keagy） - ナイト・レンジャーのドラマー
- マット・カーニー（Mat Kearney） - シンガーソングライター
- トーマス・マプフモ（Thomas Mapfumo） - 元々はジンバブエ出身。
- ショーン・マクドナルド（Shawn McDonald） - シンガーソングライター
- ダン・シーゲル（Dan Siegel） - キーボーディスト、作曲家
- メーソン・ウィリアムズ（Mason Williams） - シンガーソングライター
- ポール・ライト（Paul Wright） - シンガーソングライター

## セイラム
ギタリストのジョン・フェイヒー（John Fahey）は1981年にオレゴン州の州都セイラムに移り、2001年に61年に死ぬまで同地に住んだ。遺体はセイラム西方のレストローン墓地に埋葬された。「クリスチャン・ロックの父」として称えられたラリー・ノーマン（Larry Norman）もセイラムで生活し、2008年の初めに同地で死んだ。オレゴン州オークランド出身のバンド「40ウェイズ・フロム・サンデー」は、神の存在を肯定しない不可知論者たちのパンクロック・バンドであったが、2007年初頭、ラリー・ノーマンに敬意を表して楽曲を作曲している。ネイティブ・アメリカンのジャズサックス奏者であるジム・ペッパー（Jim Pepper）は1941年にセイラムに生まれ、両親が働いていたチェマワ・インディアン・スクールで2年間を過ごした。
セイラムは1990年代以降、ポートランドや太平洋岸北西部の音楽シーンに大きな影響を与えるようになる。全米でも名の知れているオルタナティブ・ロック・バンドのブリッツェン・トラッパー（Blitzen Trapper）、ダルマ・バムズ（Dharma Bums）、タイフーン（Typhoon）は、メンバーの大部分がセイラム出身であり、そのデビューを市内のラブハウスであるグランド・シアター、ジミズ・ギター・プラネット、ジ・アイク・ボックス、ザ・ガバナーズ・カップ、ザ・ナイツ・オブ・コロンバス・ホール、ザ・スペースなどで飾った。ロックバンドのポルトガル・ザ・マン（Portugal. The Man）のキーボーディストのライアン・ネイバーズもセイラム出身である。彼は以前はエクスペリメンタル・ロック集団「シェパーズ・オブ・オンタリオ」（現在は解散）に所属し、2000年代にはフロントマンとしてセイラム市内でたびたび活動していた。また、かつてメルヴィンズやハイ・オン・ファイアでベーシストを務めていたジョー・プレストン（Joe Preston）も、セイラムの出身である。

## その他のオレゴンのミュージシャン
- ホイト・アクストン（Hoyt Axton） - カントリー系シンガーソングライター。長期間グライドに住んでいた。
- ブロードウェイ・コールズ（Broadway Calls） - レーニア出身のグループ
- メレディス・ブルックス（Meredith Brooks） - コーバリス出身のシンガーソングライター、ギタリスト
- フォーリング・アップ（Falling Up） - オールバニ出身のクリスチャンロック・グループ
- ゲリー・”チキン”・ハーシュ（Gary "Chicken" Hirsch） - カントリー・ジョー＆ザ・フィッシュ（Country Joe and the Fish）の元ドラマー。アシュランド在住
- ネイバーフッド・チルドレン（Neighb'rhood Childr'n） - 1960年代のサイケデリックグループ。メドフォード出身
- ミッキー・ニューベリー（Mickey Newbury） - カントリー・ミュージックの作詞家として有名。ビダに住んでいた。
- ジョニー・レイ（Johnnie Ray） - 歌手。1952年のヒット曲『Cry』で知られる。ホープウェルに生まれた。
- W's（The W's） - コーバリス出身のクリスチャン・スカ・スイング・グループ
- メイソン・ウィリアムズ（Mason Williams） - クラシカルギタリスト。『クラシカル・ガス』で知られ、1950年代にオークリッジに住んでいた。現在はユージーン在住。

## 州内の音楽イベント
- オレゴン・バッハ・フェスティバル（Oregon Bach Festival）
- オレゴン・アメリカ音楽祭（Oregon Festival of American Music）
- ブリット・フェスティバル（Britt Festival） - 夏季の屋外音楽フェスティバル。ジャクソンビルで開催。
- シャンハイド・イン・アストリア（Shanghaied In Astoria） - 音楽メロドラマ。1984年から毎年7月から8月にかけて開催。現地の音楽家による脚本、演奏である。
- ユージーン・セレブレーション（Eugene Celebration）
- オレゴン・カントリー・フェア（Oregon Country Fair） - 音楽祭と銘打ってはいないが、3日間のイベントの中で幾つかのコンサートが行われる。
- エルネスト・ブロッホ音楽祭（Ernest Bloch Music Festival） - 毎年開催される作曲家のシンポジウム・ショーケースで、急進的・現代的な音楽がメイン。ニューポートで開催。エルネスト・ブロッホは、アゲートビーチに住んでいた作曲家で、ニューポートに記念碑がある。全米規模の音楽祭とされ、クラシック音楽やその他の分野で研鑽を積んだ音楽家が集まる。招聘作曲家の作品をオレゴン交響楽団などの楽団のメンバーが演奏するのが恒例となっている。
- ヴォーテックスI（Vortex I） - エスタカダ近郊で1970年に開催された音楽祭